# Phyllostylon rhamnoides
Phyllostylon rhamnoides ist ein Baum in der Familie der Ulmengewächse aus dem mittleren bis östlichen Brasilien, Bolivien, dem nördlichen Argentinien, Paraguay und in Venezuela, Kolumbien, Zentralamerika bis ins südliche Mexiko sowie in der Karibik.

## Beschreibung
Phyllostylon rhamnoides wächst als laubabwerfender Baum mit schmaler Krone bis zu 24 Meter hoch. Der Stammdurchmesser erreicht bis zu 70 Zentimeter. Der Stamm ist geriffelt und es können kleinere Brettwurzeln oder Wurzelanläufe vorkommen. Die raue, grau-braune Borke ist in kleineren Platten abblätternd.
Die einfachen, kurz gestielten und leicht ledrigen Laubblätter sind wechselständig. Die Blattstiele sind bis 4–5 Millimeter lang. Die rauen, schuppigen und ganzrandigen bis im vorderen Teil mehr oder weniger gesägten oder gekerbten Blätter sind eiförmig bis elliptisch und 2–5,5 Zentimeter lang und 1,5–3,5 Zentimeter breit. An der Spitze sind sie gestutzt bis abgerundet oder bespitzt, spitz, die Blattbasis ist gestutzt bis abgerundet oder leicht herzförmig. Es sind kleine, freie Nebenblätter vorhanden.
Phyllostylon rhamnoides ist andromonözisch, also männliche und zwittrige Blüten sind auf einem Individuum zu finden. Die kurz gestielten Blüten erscheinen in achselständigen, kurz gestielten, von kleinen Tragblätter unterlegten, kleineren Büscheln. Sie erscheinen an den blattlosen Zweigen. Die kleinen, männlichen oder zwittrigen, gestielten Blüten sind grünlich mit einfacher Blütenhülle. Die Blüten besitzen ein leicht feinhaariges 5–8teiliges, etwa 2 Millimeter langes Perianth und bis 5 kurze Staubblätter sowie einen oberständigen, seitlich abgeflachten Fruchtknoten mit zwei ungleichen, langen Narbenästen, bei den männlichen Blüten kann ein Pistillode vorhanden sein oder er fehlt meist ganz.
Es werden Flügelnüsse mit einem großen und einem kleinen, membranösen Flügel gebildet, sie sind mit Flügel 2,5–4 Zentimeter lang. Der große Flügel, mit auf einer Seite verdicktem und etwa geradem Rand, ist bis etwa 1,7–2,7 Zentimeter lang und 7–14 Millimeter breit, der kleinere und schmale ist bis 0,7–1 Zentimeter lang und die harte, etwas abgeflachte Nuss ist kurz behaart.
Die Chromosomenzahl beträgt 2n = 28.

## Taxonomie
Die Erstbeschreibung des Basionyms Samaroceltis rhamnoides erfolgte 1887 durch Jules Poisson in J. Bot. (Morot) 1: 256. Die Umteilung in die Gattung Phyllostylon erfolgte 1890 durch Paul Hermann Wilhelm Taubert in Oesterr. Bot. Z. 40: 409. Weitere Synonyme sind Phyllostylon orthopterum Hallier f. und bei einigen Autoren auch Phyllostylon brasiliense Capan. ex Benth. & Hook.f.

## Verwendung
Das gelbliche, schwere Holz ist hart und beständig, es ist bekannt als Cuta, Palo amarillo oder Palo lanza.